# Chủ nghĩa dân tộc Nhật Bản
Chủ nghĩa dân tộc Nhật Bản là một dạng chủ nghĩa quốc gia của người Nhật, dùng để lý giải các tư tưởng và chính sách về văn hóa, ứng xử chính trị, vận mệnh lịch sử của nước Nhật trong suốt hai thế kỷ trở lại đây. Chủ nghĩa dân tộc không nên bị nhầm lẫn với văn hóa quốc gia và chủ nghĩa quốc gia dưới định hướng nhà nước vốn có liên quan trực tiếp đến các chính sách đầy tham vọng về một Nhật Bản đế quốc trước và trong suốt thời kỳ chiến tranh thế giới thứ hai.
Chủ nghĩa quốc gia được cho là nơi định hình nên các tư tưởng chính trị ban đầu góp phần đưa đến các quyết sách cho quân đội và nhất là hải quân đế quốc Nhật trong đệ nhị thế chiến. Mặc dù có những nét riêng biệt như tôn thờ Thiên hoàng và niềm tin vào cội nguồn tôn giáo, dân tộc chủ nghĩa Nhật Bản về một khía cạnh nào đó, cũng được cho là có vai trò tương tự đối với sự hình thành và phát triển các ý thức hệ mang hình hài phát xít phương Tây sau này.
Khái niệm về dân tộc chủ nghĩa được dùng cho quân đội Nhật được biết đến nhiều nhất là võ sĩ đạo - hay tinh thần võ sĩ đạo, vốn được kế thừa từ niềm tự hào mãnh liệt của các võ sĩ Samurai trong quá khứ. Hình dung từ thể hiện sự độc tôn về hệ tư tưởng này và các học thuyết chủ nghĩa phong kiến về con đường lý tưởng mà mỗi một võ sĩ Samurai phải dấn thân một cách đầy tự hào, mà sau này các nhà nghiên cứu thường nhắc lại dưới khái niệm Vũ gia tư tưởng (武家思想, "buke shisō"). Được biết đến qua 11 quyển Hagakure (ẩn mình dưới lá) chủ yếu bàn về con đường sống-chết của các võ sĩ Nhật được Tsuramoto Tashiro ghi lại từ các cuộc đàm đạo với võ sĩ Yamamoto Tsunetomo từ 1709 đến 1716.

## Hình thành
Mối quan hệ giữa giới quân nhân và chính quyền trung ương dưới sự ủng hộ của Thiên hoàng và Hoàng gia thực sự đã góp phần trong việc củng cố địa vị chính trị của lực lượng này kéo theo sự phát triển mạnh mẽ của phe cánh hữu (dân tộc chủ nghĩa). Tuy vậy phải đợi đến sự hình thành của Phe Trục phương Tây sau này trong những năm 30, chủ nghĩa phát xít ở Nhật Bản mới thực sự rõ nét từ mầm móng của những tư tưởng quốc gia đó.
Trong suốt thời kỳ Đại Chính, Nhật Bản được hưởng một khoảng thời gian dân chủ ngắn ngủi cùng một vài nỗ lực ngoại giao góp phần thúc đẩy nỗ lực này như Hiệp ước hải quân Washington hay việc tham gia vào tổ chức Hội quốc liên. Thế nhưng với sự sụp đổ không báo trước của nền kinh tế thế giới khi đó được biết đến với tên Đại suy thoái vào 1929, sự tác động từ do hàng rào thương mại phương Tây, sự lên ngôi của chính trị cực đoan, mưu toan ám sát Thiên hoàng năm 1932, ưu thế áp đảo của phe dân tộc cực đoan trong tổ chức chính quyền trung ương đã góp phần thổi bùng ngọn lửa tôn thờ dân tộc và chủ nghĩa yêu nước ở hầu hết mọi giới. Tất cả sự kiện này đưa đến sự hình thành niềm tin tuyệt đối vào giới quân đội, tin rằng với sức mạnh của các chính trị gia quân nhân có thể góp phần giải quyết mọi thử thách chính trị trong nước và sự đe dọa an ninh từ bên ngoài, các bài học về lòng yêu nước được tuyên truyền rộng khắp từ giới học giả đến tầng lớp học sinh sinh viên qua các bài giảng trong sách giáo khoa, góp phần cho sự ra đời của học thuyết Bát hoành nhất vũ (八紘一宇, Hakkō ichiu, tám phương thế giới dưới một vòm trời), kêu gọi một sự hợp nhất châu Á cùng tồn tại khả dĩ dưới sự cai trị của Nhật Bản để cùng hưởng một nền hòa bình và thịnh vượng chung.
Trong suốt thời kỳ Chiêu Hòa (Nhật hoàng Hirohito), tham vọng quyền lực chính trị và mong ước bành trướng lãnh thổ của các nhà lãnh đạo quân sự được củng cố bởi các chính sách hùng cường quân đội, đồng thời với quá trình triệt thoái nhanh chóng của các phe chính trị gia phản chiến, vốn bị tác động rất nhiều trước sự thành công ngoạn mục của phe quân sự trong các cuộc chiến mở rộng lãnh thổ, điển hình là chiến tranh Trung-Nhật.